# Triceratella
Triceratella, monotipski biljni rod iz porodice puzavaca u kojoj čini posebnu potporodicu Triceratelloideae. jedina vrsta je T. drummondii iz jugoistočne tropske Afrike (Zimbabve; Mozambik).
Rod i vrsta prvi su puta opisani u Kirkia 1: 14 (1961).

## Opis
Mala je, rijetka, jednogodišnja zeljasta biljka, 3-13 cm sa svim dijelovima više ili manje prekrivenim žljezdastim dlakama. Listovi linearni, do 3-12 cm dugi i 1-2,5 mm široki, žljezdasto dlakavi. Cvjetovi s dugim, linearno-lancetastim čašicama, do 19 mm, šiljasti, žljezdasto dlakavi. Latice kraće od čašičnih listića, žute, oblancetasto-duguljaste. Plod je sivosmeđa duguljasta čahura koja se otvara.
Prvi put zabilježena je u području Chiturapudzi u Chipise Communal Land u blizini Beitbridgea, što je tipski lokalitet i jedini poznati lokalitet u Zimbabveu. Nažalost, ovo močvarno područje procjeđivanja pješčenjaka iz razdoblja krede je jako degradirano i čini se da vrsta više nije prisutna. Godine 1997. vrsta je pronađena u blizini Moabase na obali Mozambika, više od 1000 km udaljena od prvog zapisa.
Ime vrste “drummondii”: nazvano je po R. B. 'Bobu' Drummondu (1924.-2008.), bivšem čuvaru Nacionalnog herbarija u Harareu (SRGH), koji je sakupio tipski primjerak.

## Sinonimi
Nema.